# Josephine Tratnik
Josephine Tratnik (rojena Jožefa Frančiška Falle), slovenska društvena delavka v ZDA, * 22. september 1900, Ljubljana, † 16. september 1962, Cleveland.

## Življenje in delo
Rodil se je očetu Jožefu Falletu in materi Margareti (rojena Delovec). Tratnikova se je leta 1919 preselila v ZDA in se v Clevelandu vključila v Slovensko narodno podporno jednoto (SNPJ), bila več let predsednica društva Napredne Slovenke, delovala kot tajnica federacij društev SNPJ. Zavzemala se je za humanitarne akcije, sodelovala pri ustanavljanju  Slovenskega doma za ostarele v Clevelandu. Med 2. svetovno vojno in po njej je bila tajnica odbora za zbiranje denarne pomoči, usklajevala nabiralne akcije v ZDA in skrbela za pošiljanje gmotnih sredtev v Slovenijo.